# RYUKYU IDOL
RYUKYU IDOL（リュウキュウアイドル、琉球アイドル）は2011年に結成された日本の女性アイドルグループ、沖縄生まれのアイドルユニット。『ご当地アイドル殿堂入り』

## 概要
イベントプロデュースを手掛ける沖縄のタレントプロダクション「有限会社サミットプロ」によるアイドル発掘プロジェクトで、同年11月に開催されたオーディションに合格したメンバーにより結成された。当初は15名の選抜メンバーが初公演を行い、1期生・2期生を合わせて9歳から27歳までの約60人が所属していた。2020年現在はホット沖縄と業務提携により、5名のメンバーでの活動を行なっている。
「沖縄で、会いにいけるアイドル」をコンセプトに結成され、誰でも無料でレッスンを見学することが可能な "レッスン見守り型アイドル "である。2020年現在は沖縄県那覇市の平和通り沿いにある長山ビル4Fを主なレッスン場所としている
2017年U.M.U AWARDで全国優勝、ご当地アイドルの頂点に立つ。
2021年11月27日、結成10年を迎えて日本ご当地アイドル活性協会より『ご当地アイドル殿堂入り』に認定された。

## 略歴
2011年
- 11月27日、RYUKYU IDOL結成。
- 12月24日、那覇市国際通りのモルビービルにて15名の選抜メンバーが初公演[3]。

2012年
- 02月04日、2期生お披露目。
- 04月22日、天久舞子がリーダー就任。
- 04月28日、サンエー那覇メインプレイス2FシネマQ前特設ステージにてデビューイベントを開催。

2013年
- 03月09日、戸嶋サラ卒業。
- 04月27日、盛島麻央卒業。
- 05月18日-19日、初内地遠征。
- 06月01日、新宿MARZで開催された「Dear IDOL prelude」にメグリアイ、Qubicとともに東京での初ライブ出演[7]。
- 11月01日、事務所ライブ最終回[4]。
- 11月10日、有限会社サミットプロより、骨っ子による個人運営に移行[4]。

2015年
- 03月22日、初東京ワンマンライブを下北沢SHELTERで開催。
- 04月18日、新曲「Winding Road」お披露目。
- 04月22日、與座麗羅サブリーダー就任・佐久川偉音正規メンバー昇格。
- 06月10日、新レッスン場開所。
- 07月16日、佐久川偉音解雇。
- 08月20日、須崎萌花再加入。
- 10月29日、「DMM.yell」～アイドルとファンを結ぶコミュニケーションアプリ開始。

2016年
- 03月19日、東京2ndワンマンを目黒鹿鳴館で開催。
- 06月11日、松田灯加入。
- 08月05日、TIF1日目に出演。
- 09月17日、東京3rdワンマンを新宿MARZで開催。
- 10月01日、初大阪ワンマンをLIVEHOUSE D'で開催。
- 12月09日-11日、初台湾遠征。

2017年
- 03月05日、東京4thワンマンを新宿MARZで開催。
- 04月22日-23日、5周年記念ライブを沖縄outputで2日間にわたり開催。
- 05月05日、山田純亜加入。
- 07月8日－9日、アイドル横丁夏祭り2017に出演
- 11月25日、U.M.U AWARDで全国優勝。
- 12月09日-10日、2回目の台湾遠征。
- 12月24日、東京5thワンマンを新宿MARZで開催。
- 12月30日、沖縄ワンマン(1部カバー、2部オリジナル)を沖縄outputで開催。
- 12月31日、亀田阿依音、須崎萌花卒業に伴い、一時活動休止。

2018年
- 07月7日、アイドル横丁夏祭り2018に出演
- 10月10日、天久舞子によるセルフプロデュースになる事を発表。

2019年
- 10月12日-13日、大阪遠征
- 11月17日、新体制東京初ワンマンを新宿FATEで開催

2020年
- 01月18日、宮崎初ワンマンをFLOORで開催

2021年
- 11月27日、結成10年を迎えて『ご当地アイドル殿堂入り』に認定

## メンバー

### 正規メンバー
| 名前      | 読み          | 愛称       | 生年月日（年齢）       | 備考                     |
| --------- | ------------- | ---------- | ---------------------- | ------------------------ |
| 天久 舞子 | あめく まいこ | まいちゆう | 1994年9月5日（30歳）   | プロデューサー兼リーダー |
| 伊燈 華音 | いとう かのん | かのん     | 1997年12月15日（27歳） |                          |
| あいら    | あいら        | あいら     | 2009年10月8日（15歳）  |                          |

### 元メンバー
- 福地正
- ゆきや
- 北林楓
- 宮城幸恵
- 下地佳楽
- 新垣ゆか
- 島袋めい
- いしかわなつき
- 仲松由香里
- 田港ゆきの
- 川上凛華
- 上間五月
- 新川万里花
- 伊佐海都
- 松田幸恵
- 末吉梓
- 北林はや[8]
- 戸嶋サラ[8]
- 古井凛[8]
- 玉城愛[8]
- 盛島麻央[8]
- 知念明紗[8]
- 池間彩花[8]
- 佐久川偉音
- 伊敷梨乃[8]
- 高江洲乃愛[8]
- 鈴木彩花
- 與座史織
- 根間菜月
- 與座麗羅
- 前田凛々朱
- 亀田阿依音
- 嘉手川華
- 須崎萌花
- 山田純亜
- しゅり
- まいちゆう[注 1]
- あかり[注 2]
- こうあ[注 3]
- まり[注 4]
- はるか

## 作品

### シングル
- 「THE early」-春-（2012年4月28、RYUIDOL-01）
- ハートのエナジー（RYUIDOL-02）CD-Rの初回限定盤あり
- キモチLet'sGO!（CD-Rの初回限定盤あり）

### オリジナル曲
- 「THE early」-春-
- Starting Over
- ハイタイMr.シーサー
- キモチLet's GO!
- ハートのエナジー
- JK/GROWINGUP!!
- RYUKYU IDOL
- ヤギ汁
- Lovely Game
- ぱーんぱぱん体操
- Winding Road
- 君のそばが好き
- Danger Danger!!
- キミトLet's go
- ミライ
- jump！

## 映像作品
- ハートのエナジーPV（ライブ・イベントのみで販売）

•high touch（ハイタッチ） MV
https://www.youtube.com/watch?v=TwbBwwMtaao&feature=share

## テレビ出演
- 田村淳の地上波ではダメ!絶対!(BSスカパー!)-第17回「2大人気企画の沖縄出張SP！」(2016年11月24日初回放送分)に天久舞子と須崎萌花が出張『アトゥシナイト』に出演。